# Adelsheim
Adelsheim je město v německé spolkové zemi Bádensko-Württembersko, v zemském okrese Neckar-Odenwald. Leží 40 kilometrů severně od města Heilbronn. V roce 2011 zde žilo 4 911 obyvatel.

## Náboženství
Ve městě se nachází synagoga a židovský hřbitov Sennfeld a také protestantský gotický Kostel svatého Jakuba, sloužící jako hřbitovní kaple.